# Тонешти (Олт)
Тонешти (рум. Tonești) насеље је у Румунији у округу Олт у општини Самбурешти. Oпштина се налази на надморској висини од 364 m.

## Становништво
Према подацима из 2011. године у насељу је живело 116 становника.